# Ruslán Básiyev
Ruslán Básiyev –en armenio, Ռուսլան Բասիև; en ruso, Руслан Басиев– (20 de junio de 1979) es un deportista armenio de origen osetio que compitió en lucha libre. Ganó una medalla de bronce en el Campeonato Mundial de Lucha de 2006 y una medalla de plata en el Campeonato Europeo de Lucha de 2009.

## Palmarés internacional
| Campeonato Mundial | Campeonato Mundial | Campeonato Mundial | Campeonato Mundial |
| Año                | Lugar              | Medalla            | Categoría          |
| ------------------ | ------------------ | ------------------ | ------------------ |
| 2006               | Cantón (China)     | Medalla de bronce  | 120 kg             |
| Campeonato Europeo |                    |                    |                    |
| Año                | Lugar              | Medalla            | Categoría          |
| 2009               | Vilna (Lituania)   | Medalla de plata   | 120 kg             |